# Confederación Regional de Empresarios de Castilla-La Mancha
La Confederación Regional de Empresarios de Castilla-La Mancha (CECAM CEOE-CEPYME) es una organización empresarial privada y de libre asociación, de carácter confederativo e intersectorial, sin ánimo de lucro, de ámbito regional de la comunidad autónoma de Castilla-La Mancha (España), constituida para la coordinación, representación, gestión, fomento y defensa de los intereses empresariales, generales y comunes, así como la prestación de servicios a sus asociados. Es la organización empresarial más representativa de Castilla-La Mancha. Su sede social está en Toledo.
CECAM asocia organizaciones empresariales de carácter territorial provincial y organizaciones sectoriales de ámbito autonómico.
Es miembro de la Confederación Española de Organizaciones Empresariales (CEOE) y de la Confederación Española de la Pequeña y Mediana Empresa (CEPYME).

## Historia
CECAM se constituyó en marzo de 1982 en una asamblea que tuvo lugar en Almagro (Ciudad Real). Previamente, desde 1980, existía una gestora que puso en marcha la organización.

## Presidentes
- Juan Molina Cabrera (1980-1982)
- José García Gala (1982-1985)
- Arturo Forriol Fuente (1985-1993)
- Juan Francisco García Martín (1993-1994)
- Jesús Bárcenas López (1994-2009)
- Ángel Nicolás García (2009-actualidad)

## Organizaciones territoriales miembros
- Confederación de Empresarios de Albacete (FEDA)
- Federación Empresarial de Ciudad Real (FECIR)
- Confederación de Empresarios de Cuenca (CEOE-CEPYME)
- Confederación Provincial de Empresarios de Guadalajara (CEOE-CEPYME)
- Federación Empresarial Toledana (FEDETO)

Además de a las citadas organizaciones empresariales provinciales, también asocia a más de una veintena de organizaciones empresariales de carácter sectorial y de ámbito regional de Castilla-La Mancha. A través de todas estas organizaciones, representa los intereses de cerca de 350 asociaciones empresariales de base (de ámbito sectorial provincial y de ámbito territorial comarcal).